# Dutian Xiang
Dutian Xiang (kinesiska: 独田, 独田乡) är en socken i Kina. Den ligger i provinsen Yunnan, i den sydvästra delen av landet, omkring 140 kilometer sydväst om provinshuvudstaden Kunming. Antalet invånare är 4 145. Befolkningen består av 1 964 kvinnor och 2 181 män. Barn under 15 år utgör 16,0 %, vuxna 15-64 år 76 %, och äldre över 65 år 7,0 %.
Genomsnittlig årsnederbörd är 937 millimeter. Den regnigaste månaden är augusti, med i genomsnitt 189 mm nederbörd, och den torraste är februari, med 10 mm nederbörd.